# توم دبليو. بلاكبيرن
توم دبليو. بلاكبيرن (بالإنجليزية: Tom W. Blackburn)‏ (23 يونيو 1913، راتون في الولايات المتحدة - 2 أغسطس 1992، غلينوود سبرينغز في الولايات المتحدة)؛ كاتب سيناريو، كاتب أغاني وروائي أمريكي. درس في جامعة كاليفورنيا.

## روابط خارجية
- توم دبليو. بلاكبيرن على موقع IMDb (الإنجليزية)
- توم دبليو. بلاكبيرن على موقع ألو سيني (الفرنسية)
- توم دبليو. بلاكبيرن على موقع ميوزك برينز (الإنجليزية)
- توم دبليو. بلاكبيرن على موقع ديسكوغز (الإنجليزية)
- توم دبليو. بلاكبيرن على موقع قاعدة بيانات الفيلم (الإنجليزية)
- توم دبليو. بلاكبيرن على موقع كينوبويسك (الروسية)